# Jeu de quilles à relevage manuel
Le jeu de quilles à relevage manuel est un monument historique situé à Lipsheim, dans le département français du Bas-Rhin.

## Localisation
Ce bâtiment est situé au 30, impasse de la Gare à Lipsheim.

## Historique
L'édifice fait l'objet d'une inscription au titre des monuments historiques depuis 2007.